# Helleria
Helleria es un género de plantas herbáceas perteneciente a la familia de las poáceas. Es originario de México a Venezuela.
Está considerado un sinónimo del género Festuca.

## Especies
- Helleria fragilis Luces
- Helleria obovata Nees & Mart.